# De l'ancienne médecine

De l'ancienne médecine ou L'ancienne médecine (en grec Περὶ Ἀρχαίας Ἰατρικῆς, en latin De prisca medicina ou De vetere medicina) est un texte appartenant au Corpus hippocratique, ensemble de textes attribués à Hippocrate.
Il s'agit d'un ouvrage polémique, rédigé à la fin du Ve siècle av. J.C, où l'auteur s'oppose aux postulats des philosophes présocratiques sur la nature de l'homme et des maladies. Il décrit une origine commune de la cuisine et de la médecine, pour montrer que la véritable médecine est la plus ancienne, celle qui part de l'observation des faits à partir des malades.
Pour les historiens modernes, ce texte, longtemps négligé du Corpus hippocratique, a pris une importance majeure à partir du XIXe siècle. C'est l'une des premières réflexions rationnelles sur les origines de l'homme dont le texte intégral a été conservé.

## Présentation
Le texte appartient à la catégorie du discours, à l'origine destiné à être prononcé devant un public de spécialistes ou de profanes. L'emploi de la première personne dans tout l'ouvrage est caractéristique d'une littérature orale. Les médecins grecs n'étaient pas seulement des auteurs, mais aussi des orateurs.  

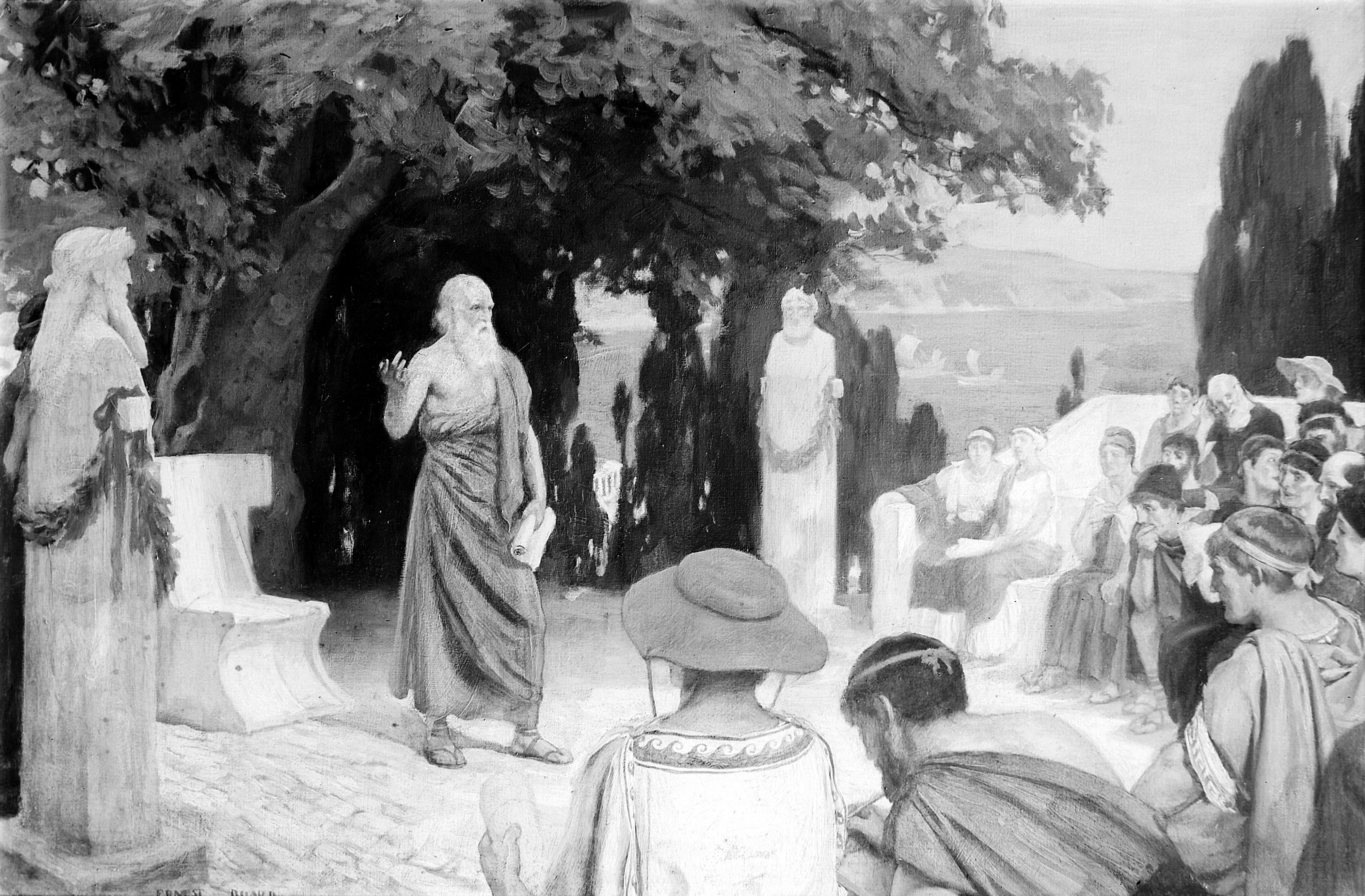
Hippocrate enseignant sous son platane.

Dans le corpus hippocratique, De l'ancienne médecine est rangé soit dans les traités diététiques, comme Du Régime, Du régime dans les maladies aigües, De l'aliment... soit dans les réflexions générales sur la médecine comme Le Serment, La Loi, De l'art...
Il serait daté de la fin du Ve siècle ou du début du IVe siècle av.J.C. Il est postérieur à Empédocle (mort en 423 av.J.C.) qui est mentionné dans le texte. D'anciens spécialistes ont pensé que ce traité supposait la connaissance des traités de Platon. Pour les modernes, le texte est sans doute antérieur au Gorgias (390-385 av.J.C) de Platon, car il ignore la distinction entre technê et empeiria faite par Platon pour la première fois.
Ce texte est longtemps resté négligé, car il n'a pas été commenté par Galien. Celui-ci l'a sans doute écarté car trop critique envers la philosophie. Galien se considérait lui-même comme un «médecin-philosophe» ayant sa propre vision de l'hippocratisme. De ce fait, le texte est resté à l'écart de la tradition galénique, et il n'a pas été traduit ni en arabe, ni en latin, du moins jusqu'à l'avènement de l'imprimerie.
Au XIXe siècle, Émile Littré lui redonne une place de premier plan en le mettant en tête de son édition des Œuvres d'Hippocrate.  

## Contenu
Le texte se compose de 24 chapitres. Il débute par un préambule polémique (1-2) où l'auteur dénonce les erreurs des novateurs qui partent de postulats cosmologiques d'éléments premiers tels que le froid ou le chaud, le sec ou l'humide, pour en faire des systèmes philosophiques et des causes simplistes des maladies.

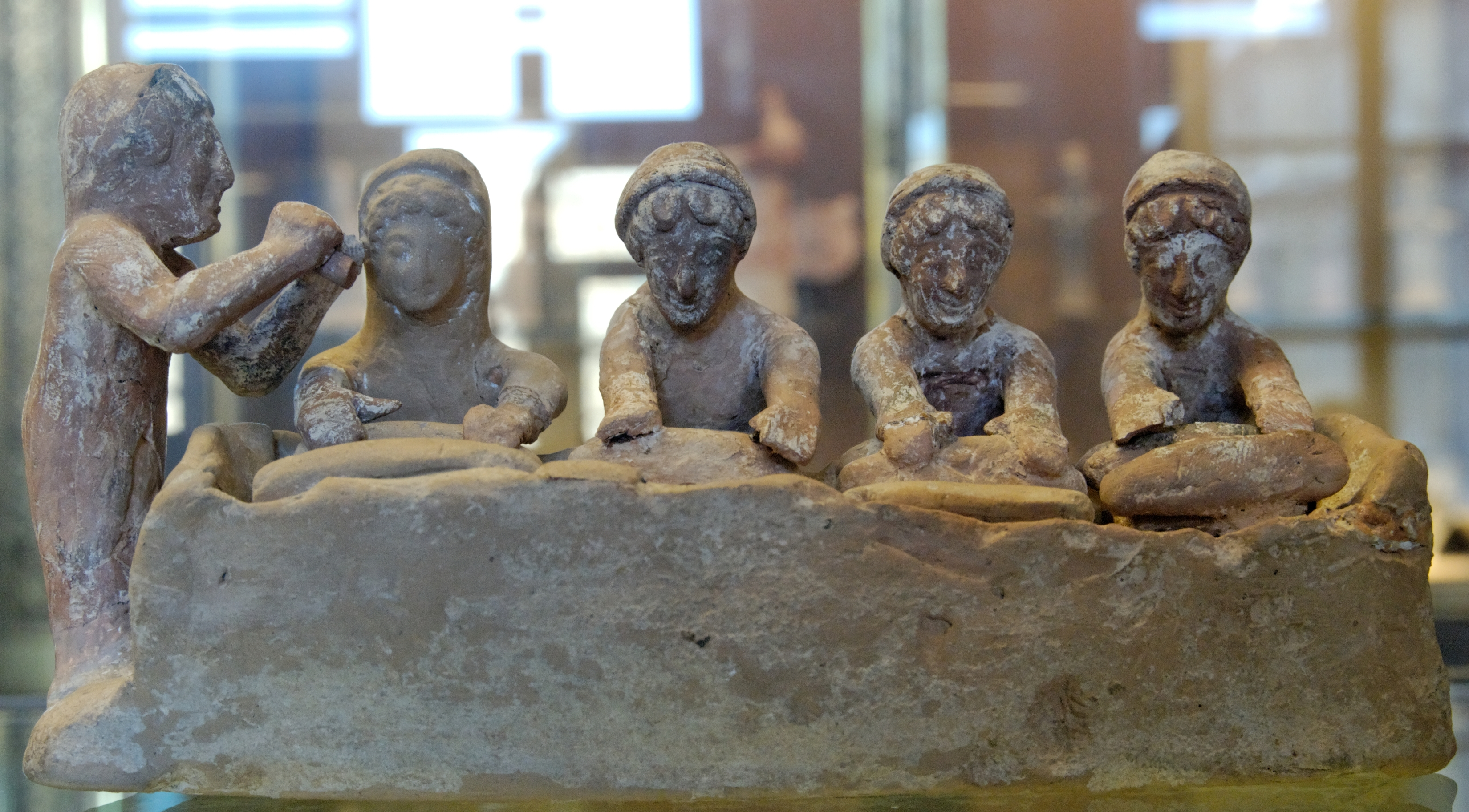
Femmes pétrissant la pâte à pain au son de la flûte. Terre cuite de Béotie, 525-475 av. J.-C, Musée du Louvre.

Dans la première partie (3-12), l'auteur décrit les origines anciennes (archê) de la médecine qui, depuis longtemps, a sa propre méthode (hodos), en tronc commun avec l'origine de la cuisine. L'homme se distingue des bêtes sauvages par la cuisson de sa nourriture, ce qui s'est fait par une longue histoire accumulée d'expériences et de raisonnements. L'auteur distingue deux étapes, la découverte de la cuisine (ce qui convient aux gens en santé), suivie de la découverte de la médecine (ce qui convient aux malades). La diététique et la préparation des remèdes s'inspirent d'un savoir culinaire, par la maîtrise des vertus et propriétés (dynameis) des aliments convenant au malade.
La deuxième partie (13-19) critique de nouveau les postulats philosophiques en montrant qu'ils sont contraires à la réalité concrète (observations de malades), ou jouent tout au plus un rôle apparent mineur.
La troisième partie (20-21) étend la critique à des savants comme Empédocle, à ceux qui voient la connaissance philosophique de l'homme comme un préalable à la médecine. Selon l'auteur, la véritable connaissance de l'homme passe d'abord par la médecine bien comprise, c'est-à-dire par l'étude des relations causales entre le régime alimentaire et de vie (bains, exercices...) et l'homme. Il renverse la thèse même de ses adversaires : la seule véritable science de l'homme est la médecine, avant la philosophie. 
La dernière partie (22-24) précise les causes des maladies qui ne se réduisent pas à des généralités philosophiques indistinctes, mais aussi et surtout aux configurations des différentes parties du corps, et à la constitution particulière de chaque individu. En effet « si un aliment était malfaisant pour la constitution humaine tout entière, il nuirait à tous les hommes ». Il faut donc connaitre les différentes propriétés des êtres et des choses, la conclusion étant « Ainsi celui qui, grâce à ses recherches, pourrait connaître la nature des choses extérieures, pourrait aussi toujours choisir ce qui est le meilleur ; or, le meilleur est ce qui est le plus éloigné du nuisible ».

## Influences
Les sources éventuelles de l'Ancienne Médecine font l'objet de discussions entre spécialistes. Selon Émile Littré, le premier inspirateur aurait été Protagoras, notamment lorsqu'il est cité par Platon dans son Protagoras : « L'homme est la mesure de toute chose ». Des auteurs modernes estiment que les analogies sont trop imprécises et insuffisantes pour conclure à une influence.
Parmi les autres présocratiques, sont proposés : Démocrite Petit système du monde tel qu'il pourrait être retrouvé chez Diodore de Sicile, ce qui fait trop d'hypothèses pour Jouanna qui conclut « L'influence de [Démocrite] sur l'Ancienne médecine, affirmée comme une évidence, est, en fait, un lieu commun qui n'a pas de fondement solide ». Une influence possible est celle d'Archéalos de Milet, disciple d'Anaxagore, qui décrit une séparation des premiers hommes et des animaux par le régime alimentaire.
Les spécialistes restent partagés, pour les uns, il existe une influence directe de Protagoras et d'Anaxagore, pour d'autres, la connaissance des sophistes et des présocratiques est trop indirecte et lacunaire pour conclure à une influence précise.
Selon Jouanna, L'Ancienne médecine est un texte suivi et très cohérent, qui ne peut être celui d'un compilateur. « C'est la seule théorie du Ve siècle av. J.C sur l'évolution de l'humanité qui nous soit intégralement parvenue. ».

## Analyses et commentaires
Ce texte polémique parait s'opposer à d'autres textes hippocratiques comme Du régime, De l'art, De la nature de l'homme... impliquant des auteurs différents réunis sous le terme de « médecins hippocratiques ».
Selon Vivian Nutton « La diversité des points de vue que l'on trouve dans les écrits médicaux de la fin du Ve siècle et du début du IVe siècle est sans doute supérieure à celle de tout autre ensemble comparable de la littérature grecque classique ». De fait, il ne faudrait pas s'attacher à se concentrer sur une seule théorie associée étroitement à un seul homme, mais bien à prendre en compte les caractéristiques essentielles du corpus hippocratique : sa vitalité intellectuelle et sa diversité.
De l'ancienne médecine est devenu un texte majeur pour les historiens modernes. Célèbre par sa vision optimiste de l'histoire humaine, il rejoint les grands hymnes au progrès humain du siècle de Périclès, comme le Prométhée d'Eschyle, l'Antigone de Sophocle ou la préface de La Guerre du Péloponnèse de Thucydide.

### Des origines et de l'innovation
L'auteur de l'Ancienne médecine pourrait se présenter comme un conservateur, puisqu'il commence par s'opposer aux «novateurs» ou philosophes présocratiques avec leurs principes communs au cosmos et à la nature, y compris la nature humaine. Pour les grecs, le passé a beaucoup d'importance, et se référer à l'ancien est prestigieux. Aussi l'auteur place la cuisine et la médecine à l'origine de l'humanité. 

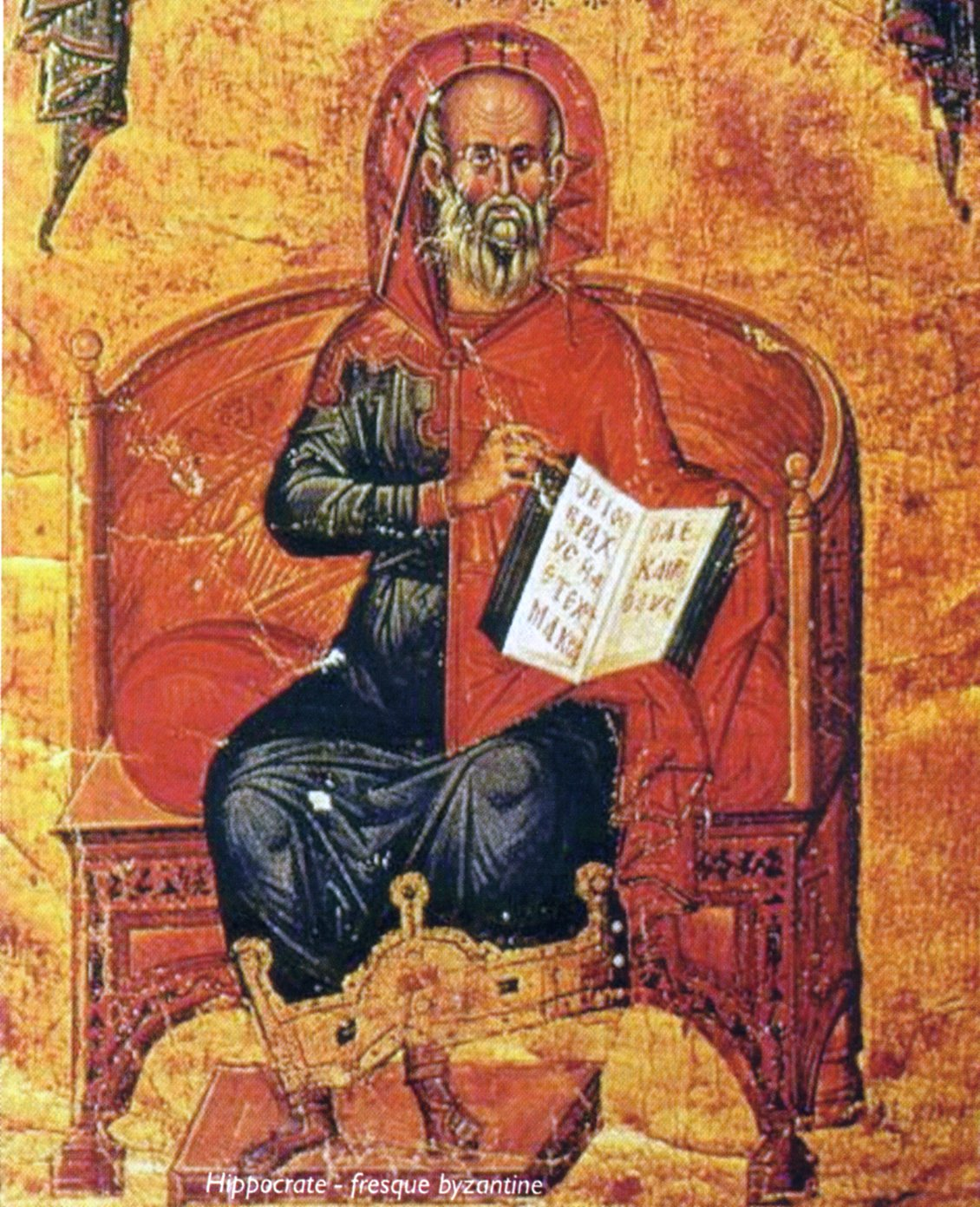
Hippocrate, miniature byzantine du XIVe siècle.

Selon Debru : « Nous aimerions être convaincus par le charme de ce récit », mais le caractère confus de la diététique grecque faite d'empirisme avisé, mais aussi de croyances magiques, mêlées à des principes philosophiques variables ramène à la réalité. En l'absence de textes écrits antérieurs, il est difficile de dire si la science grecque des aliments est issue d'un fond de connaissances archaïques, ou née des spéculations philosophiques, ou d'un rapport entre les deux.
Le véritable novateur pourrait bien être l'auteur lui-même (s'opposer aux «novateurs» serait une illusion ou une feinte de sa part), car c'est lui qui s'enthousiasme pour le progrès, qui s'appuie sur les observations et les faits, sur ce qu'il nomme « la réalité », non seulement ce qui s'offre aux sens, mais aussi ce qui est obtenu par le raisonnement.
Au temps d'Hésiode (trois siècles avant celui d'Hippocrate) l'histoire de l'humanité était perçue comme un déclin progressif à partir d'un âge d'or. Au temps d'Hippocrate, le temps humain est celui d'un progrès qui va d'un état de sauvagerie vers un état de civilisation et la découverte des « arts » ou technai.
L'auteur considère la gymnastique et l'alimentation comme une évolution positive (comme celle d'Hérodicos) mais qui ne va pas assez loin dans la compréhension de la santé et de la maladie. Il voit le corps humain comme un champ de bataille entre forces hostiles, où la nature des aliments est susceptible de s'opposer à la nature des parties du corps altérées par la maladie, toutes choses qu'il faut savoir reconnaitre et juger. Selon Nutton, la diététique médicale grecque du Ve siècle va au-delà d'une forme plus ancienne, celle qui consistait à administrer une hiérarchie de liquides, de gruaux et de solides, selon le degré de gravité de la maladie.

### Du savoir de la maladie et du malade

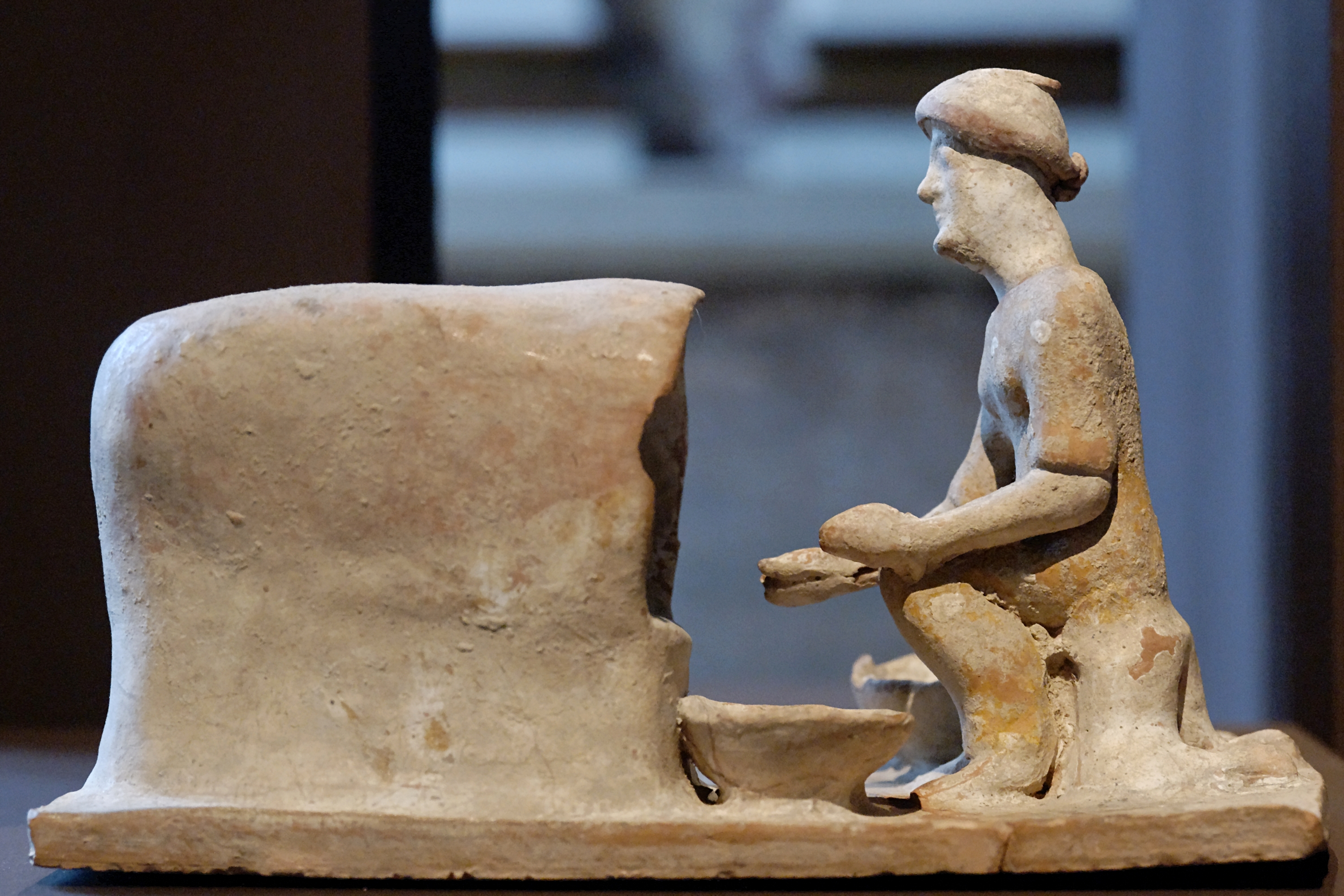
Cuisinière sortant le pain du four. Terre cuite grecque, Ve siècle av.J.C, Musée du Louvre. « Je pense que l'on sera embarrassé par cette question : est-ce le chaud, ou le froid, ou le sec, ou l'humide que l'on ôte au pain en le faisant (...)? » (De l'Ancienne médecine, 13).

De l'Ancienne médecine envisage la maladie comme une sanction représentée par une souffrance. Cette souffrance est inhérente à la nature humaine qui ne se confond pas avec le reste de la nature. Au début, l'homme mangeait comme les animaux, et c'est en souffrant de manger comme eux, en découvrant sa nature humaine, que l'homme a inventé la cuisine. La cuisine est une nécessité créée par un besoin, que Jackie Pigeaud appelle « la pédagogie de la douleur ou la colique institutrice ». L'acte de manger est acculturation, l'homme se définit par rapport à ce qu'il mange. La cuisine et la médecine introduisent des différences équivalentes entre l'animal et l'homme (préparation des aliments), et entre l'homme sain et l'homme malade (préparation des remèdes).
De l'Ancienne médecine se distingue d'autres traités hippocratiques en accordant une plus grande place au malade et au profane. L'art médical est un art de persuasion, mais qui relève du paradoxe. Partager ses connaissances, instruire le patient, c'est risquer de faire de la médecine une simple question de degré dans la connaissance, et non un art en soi. De l'Ancienne médecine affronte le sujet sans crainte, en affirmant que l'art médical, même dans un langage compréhensible au profane, existe bien en tant qu'art en soi. Pour prouver qu'un art existe, il suffit qu'il existe ou qu'on puisse juger s'il est bon ou mauvais.
Si la plupart des commentateurs pensent qu'il s'agit d'un problème de persuasion (de «vulgarisation-communication» au sens moderne), Pigeaud estime lui qu'il s'agit d'un problème d'échange de connaissances. Le médecin hippocratique a un savoir, mais le malade a aussi un savoir (ce qu'il a vécu et ce qu'il ressent personnellement) et ce savoir est irremplaçable.  La médecine, dans sa recherche de vérité, entre dans le genre du dialogue. Le médecin doit reconnaitre le signifiant dans le discours du malade, car connaître pour le patient, c'est se ressouvenir. 
En terme moderne c'est l'anamnèse (obtenue par l'interrogatoire qui vient en principe avant l'examen clinique), mais l'anamnèse hippocratique se distingue par le fait qu'elle vient après l'examen, comme auxiliaire ultérieur. Dans l'Ancienne médecine, le malade et le médecin collaborent à la constitution du savoir du médecin. La véritable médecine part de la vérité du malade, et non pas des hypothèses a priori dans un raisonnement qui laisserait le malade hors circuit.

### Du style à la méthode

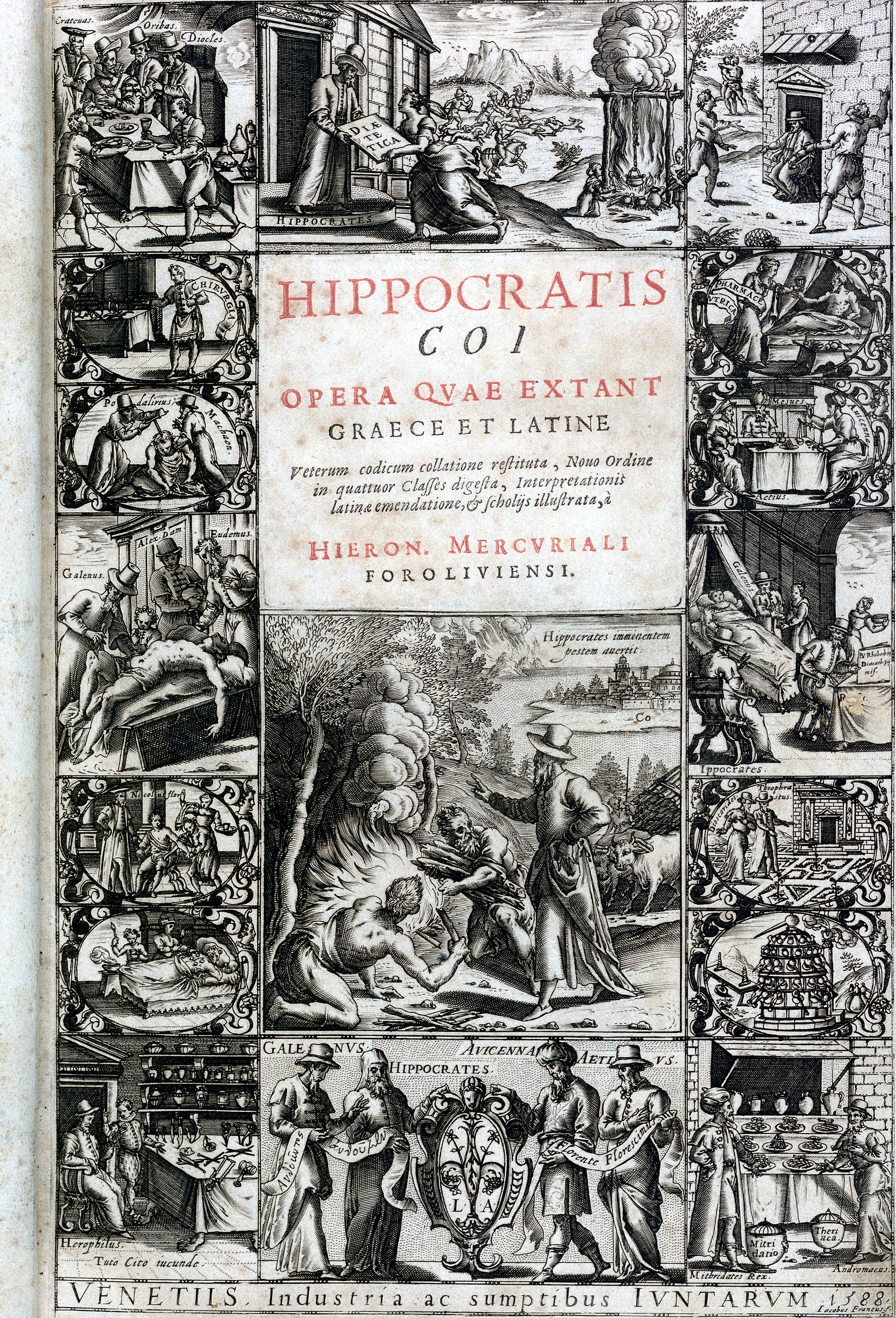
Oeuvres complètes d'Hippocrate, page de titre d'une édition gréco-latine de 1588.

Le style a été assez loué par les commentateurs. Pour exemple, Émile Littré dit « Le livre de l'Ancienne Médecine, si remarquable par la rectitude du jugement et par la profondeur des pensées, ne l'est pas moins par la beauté et l'excellence du style ; là la forme est en tout digne du fond. ». 
L'Ancienne médecine est considéré comme un morceau de bravoure d'art oratoire, où l'auteur met en garde contre une erreur répandue : prendre une coïncidence pour une cause, le dernier aliment pris avant le début d'une maladie n'en est pas forcément la cause. De même, il rejette les postulats de philosophie naturelle (ce qui se passe dans les cieux ou sous la terre) parce qu'ils ne sont pas vérifiables (selon la conception de l'auteur).
L'art de la médecine réside dans la compréhension des causes, et dans la capacité à distinguer entre ce qui est important et ce qui ne l'est pas. En ce sens, les résultats de la médecine ne relèvent pas de la chance ou du hasard. L'auteur compare la médecine à la navigation, par beau temps, les fausses manœuvres sont à peine visibles, et les bons médecins ne se distinguent guère des autres, mais que survienne un orage, les fautes commises deviennent évidentes. La vérité de la médecine se manifeste par le geste juste au moment décisif.

La médecine est une technê qui doit être causale et vérifiable. L'auteur prend l'exemple du fromage :
« Il ne suffit pas de dire simplement ceci : " le fromage est une nourriture mauvaise, car il cause du mal à qui s'en est rempli ", mais quel mal il cause, pour quelle raison et quelle est, parmi les substances contenues dans l'homme, celle par laquelle il est inapproprié. »
Par observations et confrontations de cas , et non par présupposés philosophiques, la médecine peut prescrire le régime le plus approprié (permission ou interdit du fromage) à chaque malade, à la sensibilité particulière ou réaction de son corps (αïσθηοις). Selon Pigeaud, il s'agit d'une émergence d'une relation entre la quantité et la qualité, « Être médecin, c'est être capable de quantifier le qualitatif ».
Il ne s'agit pas d'une mesure de nombre, de quantité, ou de poids, mais de « viser à une mesure » ou στοχάσασθαι (la médecine comme art stochastique ou conjecture technique, d'approximation de la vérité). La méthode de vérification est l'accord entre l'explication du médecin et la mémoire du malade. C'est le malade lui-même qui donne la mesure : la pertinence de la médecine se vérifie par son résultat : la douleur ou le bien être,.

### De l'utopie à l'actuel
Malgré ces belles déclarations de principe, l'auteur de l'Ancienne Médecine ne les a guère appliquées à lui-même. Par exemple, lorsqu'il critique le chaud ou le froid, le sec ou l'humide, comme éléments constitutifs du corps, il introduit à la place les notions de salé, d'amer, de doux, d'acide, etc. ce qui reste tout aussi indéfini d'un point de vue moderne, l'auteur restant proche de ceux qu'il critique,.
Ce même auteur ne procède à aucune investigation expérimentale pour réaliser son programme, il se fonde plutôt sur l'έθος (l'habitude comme élément régulateur). 
L'Ancienne médecine reste utopique sur bien des points. Renoncer aux postulats « invérifiables » aurait signifié l'abandon total de toute recherche théorique. L'adéquation homogène entre le discours du malade et celui du médecin, ne tient que si le langage du malade lui-même n'est pas pathologique. 
Ce texte reste l'idéal d'une perfection impossible à atteindre, compte tenu des problèmes soulevés (origine des maladies et des éléments du corps) et des conditions de l'époque, mais de grands concepts sont déjà là. Une conception déterministe de la science est en place (distinction, unification, prévision...) avec exclusion du hasard et du désordre (indistinct, inexpliqué, imprévisible...).
Plus précisément, l'ancienne médecine dévoile un dilemme de l'attitude du médecin face à la maladie : définir la maladie en fonction du malade (vécu et conscience), ou selon l'interprétation du médecin. « Les médecins hippocratiques ont découvert et formulé des problèmes qui les sollicitent et nous sollicitent tous encore. »,.